# Atomosia jagua
Atomosia jagua är en tvåvingeart som beskrevs av Scarbrough och Perez-gelabert 2006. Atomosia jagua ingår i släktet Atomosia och familjen rovflugor. Inga underarter finns listade i Catalogue of Life.